# Dog Eat Dog (film, 2016)
Pour les articles homonymes, voir Dog Eat Dog.
Pour plus de détails, voir Fiche technique et Distribution.
Dog Eat Dog est un thriller film américain réalisé par Paul Schrader et sorti en 2016. Il s'agit d'une adaptation du roman du même nom d'Edward Bunker .

## Synopsis
Trois ex-détenus fauchés — Troy, Mad Dog et Diesel — se voient offrir un job par un chef mafieux mexicain. Bien qu'ils sachent qu’ils devraient mieux décliner la proposition, ils cèdent à l’appât du gain. Ils doivent kidnapper l’enfant de l'homme voulant mettre le chef de la mafia sur la touche. Mais cela tourne mal lorsqu'ils tuent quelqu'un. Ils deviennent alors les fugitifs les plus recherchés. Ils sont par ailleurs déterminés à ne jamais retourner en prison car ils risquent la perpétuité.

## Fiche technique
Sauf indication contraire, les informations mentionnées dans cette section peuvent être confirmées par la base de données cinématographiques IMDb,  présente dans la section « Liens externes ».
- Titre original : Dog Eat Dog
- Réalisation : Paul Schrader
- Scénario : Paul Schrader et Matthew Wilder, d'après le roman d'Edward Bunker
- Musique : Deantoni Parks et Nicci Kasper
- Photographie : Alexander Dynan
- Montage : Ben Rodriguez Jr.
- Sociétés de production : Blue Budgie Films Limited et Pure Dopamine
- Sociétés de distribution : Metropolitan Filmexport (France), RLJ Entertainment (États-Unis)
- Pays de production :  États-Unis
- Genre : thriller, action et comédie noire
- Durée : 99 minutes
- Date de sortie :
  - France : 20 mai 2016 (film de clôture de la Quinzaine des réalisateurs - festival de Cannes 2016), 21 avril 2017 (en vidéo)
  - États-Unis : 11 novembre 2016

## Distribution

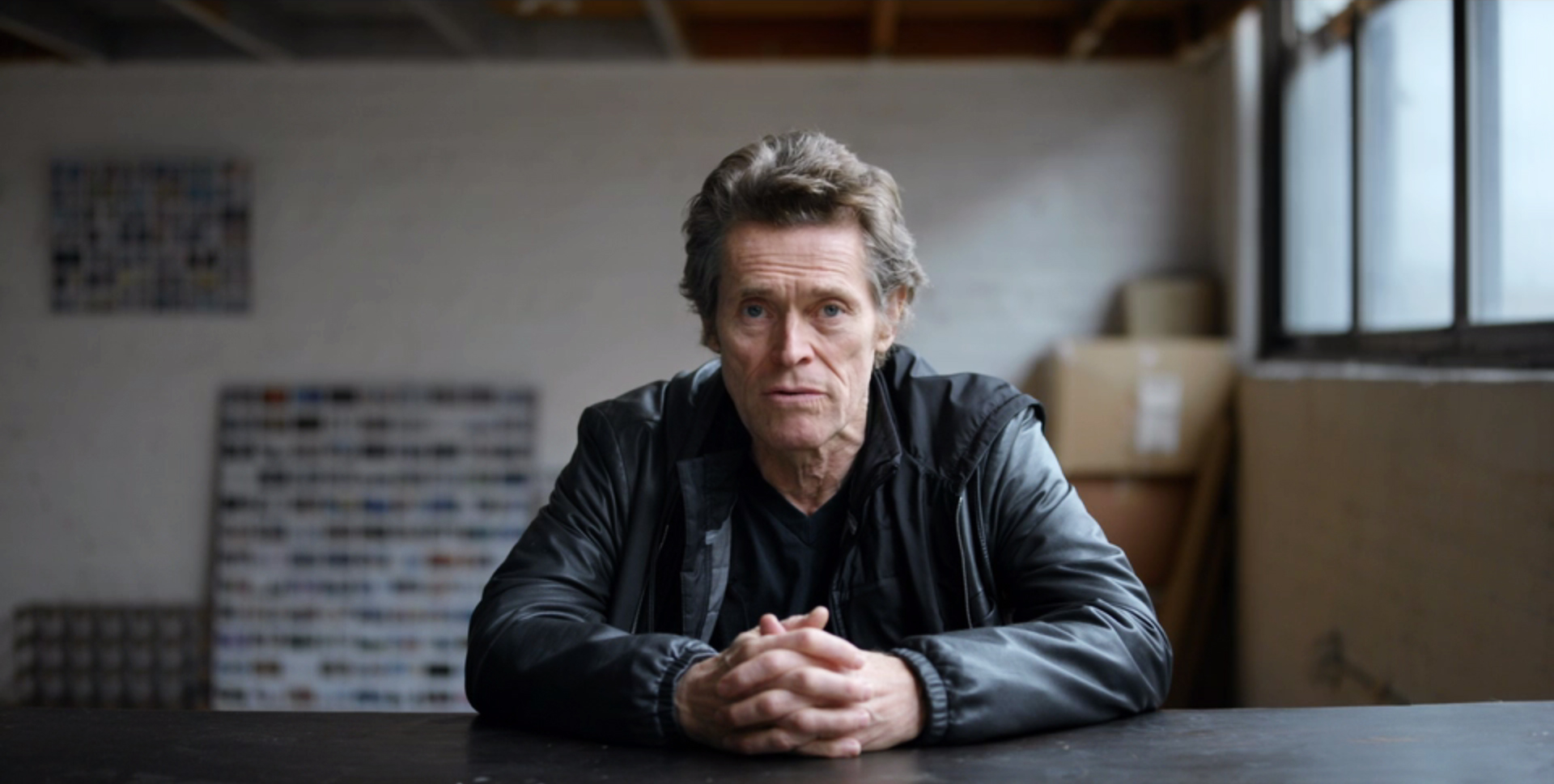
L'acteur Willem Dafoe, l'année de présentation du film au Festival de Cannes.

- Nicolas Cage[1] (VF : Dominique Collignon-Maurin) : Troy
- Willem Dafoe[1] : Mad Dog
- Christopher Matthew Cook : Diesel
- Louisa Krause : Zoe
- Paul Schrader : Grecco le grec
- Reynaldo Gallegos : Chepe
- Omar J. Dorsey : Moon Man
- Melissa Boloña : Lina
- Magi Avila : Nancy Carmen
- Kayla Perkins

## Production

### Attribution des rôles
Lors d'une interview au festival de Cannes 2016, Nicolas Cage a déclaré qu'il devait à l'origine jouer le rôle de Mad Dog mais il préféra celui de Troy. Par ailleurs, il donna une partie de son salaire à Willem Dafoe pour qu'il joue dans le film.
Pour le rôle de Grecco le grec, Paul Schrader avait approché Michael Wincott, Michael Douglas, Quentin Tarantino, Martin Scorsese, Nick Nolte, Christopher Walken, Jeff Goldblum ou encore Rupert Everett mais aucun n'accepta le rôle. À la fin, pour raisons budgétaires, Schrader finit par incarner le rôle. Une première dans sa carrière.

### Tournage
Le tournage a lieu d'octobre à novembre 2015. Il se déroule dans l'Ohio, notamment à Cleveland et Sheffield Lake, ainsi qu'en Floride.

## Accueil
Sur le site Rotten Tomatoes le film est bien noté par 50% des critiques mais par seulement 19% du public. Le consensus est que les bizarreries rafraichissantes et les excès visuels caractéristiques du film ne parviennent pas à compenser une histoire pauvre et sans but digne de ce nom, ce qui fait qu'on l'oubliera rapidement. Le film écope d'une note de 4,8 sur IMDB.
Sur Metacritic il est noté 53 sur 100, d'après 19 critiques.